# Liliana Rendón
Liliana María Rendón Roldán (Ituango, 15 de octubre de 1969) es una psicóloga y política colombiana. En las Elecciones legislativas de Colombia de 2010 fue elegida como Senadora de la República de Colombia, cargo al que renunció en octubre de 2013 para adherir al recién creado partido del expresidente Álvaro Uribe. Actualmente es Secretaria de Participación Ciudadana y Desarrollo Social de la Gobernación de Antioquia.

## Biografía
Liliana Rendón Roldán, nació en el corregimiento Santa Rita del municipio de Ituango, Norte antioqueño. Es Psicóloga de la Universidad de San Buenaventura de Medellín. Se especializó en Alta Gerencia en la Universidad de Medellín. Además ha realizado varios diplomados entre los que están: Diplomado en Resolución de Conflictos, Universidad Pontificia Bolivariana. Diplomado en Proyectos de Desarrollo y Cooperación Internacional, Universidad Politécnica de Valencia, España. Diplomado en Gerencia para el Nuevo Milenio, Servicio Nacional de Aprendizaje. Se ha desempeñado como Psicóloga en la cárcel del Buen Pastor en Medellín y en la Fábrica de Licores de Antioquia y además fue asesora del Grupo Empresarial Formas Íntimas Ltda.
En el campo político, se ha desempeñado como concejal de la ciudad de Medellín por dos periodos entre los años 2001 y 2005, cargo al que renunció para aspirar a la cámara de representantes en 2006, resultando electa en las Elecciones legislativas de Colombia de 2006 con 25.663 votos. En 2006 fue presidente de la comisión séptima de la cámara de representantes y en 2010, logró dar el paso al Senado de la República con una votación de 109.128 sufragios. En octubre de 2013 renunció a su curul en el congreso para renunciar a su partido e ingresar al Centro Democrático, movimiento fundado por el expresidente Álvaro Uribe.